# Bandera de Santo Domingo (Ecuador)
La bandera de la ciudad de Santo Domingo y del cantón Santo Domingo se define el 20 de junio de 1969 en la Sala de sesiones del Concejo Cantonal de Santo Domingo de los Colorados. Se compone de un rectángulo de proporción 2:3; se divide en dos tríangulos rectángulos, con los ángulos rectos opuestos. 
El triángulo izquierdo es verde oscuro, y simboliza la vegetación y la flora del cantón; y el triángulo derecho es rojo, representando al indio tsáchila, nativo del cantón. En el centro de la bandera debe ir el escudo del cantón.